# Four Sided Fantasy
Four Sided Fantasy est un jeu vidéo de plates-formes puzzle développé par Ludo Land et édité par Serenity Forge, sorti le 30 août 2016 sur Windows, Xbox One, PS3, PS4, PlayStation Vita & Wii U.

## Système de jeu
Four Sided Fantasy est un jeu de plateforme puzzle jouant avec les limites de votre écran. En effet, dans le jeu, les bords de votre écran vous téléportent automatiquement aux bords opposés. Ainsi, la mécanique du jeu repose sur la possibilité de bloquer le déplacement de la caméra, normalement centrée sur le personnage, afin de permettre au joueur de se téléporter et de résoudre les différents puzzles,.

## Accueil

### Critique
- Rock, Paper, Shotgun : « [Le jeu] vaut bien un coup d'œil et quelques grattages de tête. » (John Walker)[4]

### Festivals
- Official Selection Mix E3 2016[5]
- Official Selection EMP Museum 2016[5]
- Official Selection MIX EVO 2016[5]
- Official Selection Indie Megabooth EGX 2015[5]
- Official Selection Day of the Devs 2014[5]